# Hypoplectis pertextaria
Hypoplectis pertextaria là một loài bướm đêm trong họ Geometridae.